# DALnet
DALnet è uno dei più grandi network IRC, nel 2008 popolato da circa 30.000 utenti in 15.000 canali su 42 server.
I servers DALnet utilizzano l'IRCd Bahamūt.

## Storia
DALnet è stata fondata nel 1994 da membri del canale #startrek su EFnet. Tra i principali fattori che contribuirono al successo di tale network fu l'avvento di mIRC. Il popolare client IRC per Windows 95 prevedeva difatti DALnet tra i network predefiniti, e giacché questi erano elencati in ordine alfabetico, il semisconosciuto DALnet precedeva i ben più noti EFnet e Undernet. Alla fine del 1995, DALnet giunse a toccare i 1000 utenti simultaneamente connessi su 7 server. Lo stesso anno vedeva l'introduzione dei primi Servicies modernamente concepiti.
Nel giugno del 1999, DALnet passò dal precedente IRC server Dreamforge al tuttora in uso Bahamut, allora noto come dfhybrid.